# Baldassarre Olimpo degli Alessandri
Baldassarre Olimpo degli Alessandri (Sassoferrato, 1486 circa – 1540 circa) è stato un poeta e frate francescano conventuale italiano.

## Biografia
Poco si conosce sulla vita di questo poeta quattrocentesco, che era nato nella nobile casata degli Alessandri ed era famoso, al suo tempo, soprattutto nel Veneto, in Umbria e nelle Marche. Dopo un'esistenza di allegre spensieratezze, vestì il saio dei frati francescani conventuali e percorse vagabondando le strade d'Italia, predicando e cantando versi di natura popolaresca, di argomento religioso ma anche d'amore. Dal 1523 fino al 1526 circa predicò in varie città del Veneto.
Compose ballate, madrigali, sonetti, in versi freschi, gradevoli, armoniosi. Divenne noto, in particolare, per gli strambotti e le frottole, a volte in un gusto pre-barocco, come quelli con soli nomi, oppure con soli verbi. Le sue composizioni in versi furono variamente e più volte raccolte e stampate mentre era in vita o dopo la sua morte, ma anche nel Seicento le sue liriche furono amate e riedite in edizioni oggi rarissime e preziose. Dopo decenni di oblio, Baldassarre Olimpo degli Alessandri fu riscoperto alla fine dell'Ottocento.
A Baldassarre Olimpo degli Alessandri è intitolato un Premio di poesia.

### Opera letteraria
Tra le sue liriche d'amore: Strambotti d'amore: cioè mattinate e capitoli in laude d'una sua amorosa nominata Olimpia (1518), Ardelia (1522), Camilla, opera nuova d'amore (1522), Linguaccio (1521), Opera nuova chiamata Pegasea (1525), Gloria d'amore (1529). 
Tra le poesie di carattere religioso, Parthenia (1529). In Nova Phenice (1524) Baldassarre Olimpo espresse pensieri sulla situazione politica in Italia e raccolse anche liriche sull'amore.
Altre sue opere sono Sermoni (1519) e  Problemi (1522). I versi più noti sono La brunettina mia - poesia già attribuita erroneamente ad Angelo Poliziano - e Pianto de Italia, di argomento politico, sulla situazione tragica della Penisola, attraversata e devastata da eserciti stranieri.
Sue liriche sono state raccolte nel 1879 da Severino Ferrari - sotto il titolo Strambotti e frottole composte in laude di una pastorella - il quale ripubblicò anche Cinque mascherate. 

## Opere

### Edizioni del Cinquecento (scelta)
- (IT, LA)  Sermoni da morti & da sposi latini, & volgari, & escusatione da mensa. Composti per Baldassarre Olympo minorita da Sassoferrato [...] Con vna confessione da dire in chiesa, s.l., s.e., 1519 c., SBN CNCE000910.
- Libro de amore chiamato Ardelia, In Perusie, Baldaser di Francescho, e, limpressore di cartholai, 1520 die I Octob, SBN CNCE000913.
- Lamento del s. Giouan Paolo Baglione: & il pianto de Italia: sopra le città sacchegiate, s.l., s.e., 1520 c., SBN CNCE000912.
- Libro nouo chiamato Linguaccio composto per Baldassarre olympo deli alexandri da sassoferrato giouene ingenioso: doue sonno. Strambotti contra le lingue. Sonetti de le lingue. Madrigali de le lingue. Immascarate da recitare al carneuale. Prosa. Capitoli de le lingue. Frottole de le lingue. Barzellette de le lingue. Una egloga. Laude d una pastorella, in Perosia, stampato per Baldassarre Cartholaio, 1521 adì 20 de octobre, SBN CNCE000915.
- Libro damore chiamato Gloria composto per Baldasarre Olympo da Saxoferrato: doue se lauda vna donna dal capo in sino alli piedi. Opera bellissima. Et ricorretta per l autore, Stampato in Perosia, Baldasarre de Francescho Cartholaio, 1522 a dì IIII. de luglio, SBN CNCE000922.
- Libro de amore chiamato Olympia. Composto per Baldasar Olympo delli Alexandri, da Saxoferrato, giouene ingenioso. Con la gionta desso autore: & per lui nouamente emendato & correcto. Strambotti de recomandatione. Mattinate de piu preposti. Strambotti de comparatione. Sonetti. Capitoli de piu preposti. Prosa. Lettere damore. Barzelette, Stampata in Perosia, per Baldassarre de Francescho de Chartularii, adì 7 de giugno 1522, SBN CNCE000925.
- Libello de prohemij vulgari limatissimi predicabili aqualunque materia: & sonetti spirituali de la sustantia de la predica, Stampata in Perosia, per Baldassarre de Francesco de Cartulari, 1522. Adì 15 de febraio, SBN CNCE000920.
- Parthenia. Libro nouo di cose spirituali chiamato Parthenia composto per C. Baldassarre Olympo da Saxoferrato. Stanze deuotissime alla Uergene. Sonetti dei molti subietti, Stampata in Venetia, per Benedetto & Augustino de Bindoni, 1525 a di IIII de decembrio, SBN CNCE000947.
- Libro d amore composto per Baldassarre Olimpo da Sassoferrato intitolato noua Phenice, Stampato in Vinegia, per Nicolo di Aristotile detto Zoppino, 1526, SBN CNCE000949.
- Libretto de Prohemij vulgari limatissimi predicabili a molte materie, et sonetti spirituali della substantia della predica, Vineggia, per Francesco Bindoni & Mapheo Pasini, 1527, SBN CNCE000951.
- Pegasea [...] Opera noua chiamata Pegasea & non più vista cosa molto piaceuole di stanze amorose, composta per lo ingenioso giouanne C. Balthassarre Olympo de li Alessandri da Sassoferrato, in Vinegia, per Aluise de Torti, 1535, SBN CNCE000960.
- Aurora libro primo d'amore, et non piu visto, chiamato Aurora, in Venetia, per Francesco de Tomaso di Salo, e compagni, in Frezzaria, al segno della Fede, 1564 c., SBN CNCE000985.
- Camilla. Opera noua d'amore, composta per Baldessare Olimpo da Sassoferato, nellaquale vi sono mattinate, strambotti, capitoli, madrigali, canzoni, epistole, sonetti, frottole, barcellette, in Venetia, in frezzaria al segno della Regina, 1581, SBN CNCE000988.
- Potenza d'amore, composta per Baldassar Olimpo da Sasso ferrato in laude della sua cara Emilia. Nella quale vi sono sonetti, strambotti, capitoli, canzoni, e barcellette, in Brescia, per Policreto Turlino, dal 1582 al 1615, SBN UTOE678172.

### Edizioni moderne (scelta)
- Severino Ferrari (a cura di), Strambotti e Frottola / composti per Baldassarre Olimpo giovene ingenioso da Sassoferrato in laude di una pastorella, Bologna, presso <n. Zanichelli, 1879, SBN UBO1124178.
- Severino Ferrari (a cura di), Cinque mascherate di Olimpo da Sassoferrato tratte dal "Linguaccio", Bologna, Nicola Zanichelli, 1898, SBN CUB0491523.
- Madrigali e altre poesie d'amore / Olimpo da Sassoferrato; introduzione di Franco Scataglini; con sei disegni di Orfeo Tamburi, Ancona, L'astrogallo, 1974, SBN SBL0567154.
- Balilla Beltrame (a cura di), I giorni dei petali neri: storie d'amore e d'altri mostri; poesie di Olimpo da Sassoferrato, Giovanni Pontano, Piera Lucarelli; disegni di Guelfo, Fabriano, Edizioni della Lumornia, 1982, SBN ANA0012395.
- Clito Bruschi (a cura di), Nova Phenice / Olympo da Sassoferrato, Sassoferrato, Centro Culturale Baldassarre Olimpo, 1996, SBN ANA0169060.
- Clito Bruschi (a cura di), Il liuto e l'anima: percorsi antologici attraverso le opere di Olimpo da Sassoferrato, Sassoferrato, Istituto internazionale di studi piceni, 2009, SBN ANA0309913.